# Coprobacillus
Coprobacillus è un genere di batterio appartenente alla famiglia delle Erysipelotrichaceae.